# 齋藤ヤスカ
齋藤 ヤスカ（さいとう ヤスカ、1987年6月29日 - ）は、日本の俳優、芸術家（演出、脚本、出演、写真撮影、デザイナー）。本名、齋藤 康嘉（読み同じ）。
神奈川県出身。Li・JOUET（リ・ジュエ）所属。神奈川県立荏田高等学校卒業。

## 来歴
2003年からジュネス企画に所属し、モデルとして活動を開始。2006年には俳優として「スーパー戦隊シリーズ」『轟轟戦隊ボウケンジャー』に伊能真墨 / ボウケンブラック役で出演。その後、ミュージカルテニスの王子様や、ミュージカル聖闘士星矢などに出演。
特技の料理を活かし、レストランでビーフシチューやカレーを提供する有料イベント「王国キッチン」を定期的に開催していた。
2011年から写真家・齋藤康嘉として本名名義でも活動を始める。

また、2012年4月にはスキューバダイビングが縁となり、静岡県下田市の「海の観光大使」に就任している。下田市役所が発行した名刺には「下田市海の観光大使 齋藤ヤスカ（下田市役所観光交流課）」と記載されている。
2013年10月にはエンディア（同年1月設立、前身は写真事務所 Endear Photo Project、詳細は後節）の代表を務めていた。その後、ヒエロマネジメント株式会社への在籍を経て、2014年11月1日からは Li・JOUET（リジュエ）に所属。
2014年12月には撮影スタジオ「スタジオ リ・ジュエ」をオープンし、ミュージカル信長の野望や、舞台前田慶次などの写真や宣伝美術を担当している。
2017年9月にはSALON&BAR「DREAMS」をオープンしたが、コロナ禍の影響を受け、2019年に閉店。
2020年のリジュエ法人化に伴い、同事務所の代表取締役に就任。コロナ禍のイベント自粛要請を受け、様々なイベントや舞台の中止が相次ぐ中、取引企業のイベントの配信化、舞台配信化を率先して開拓し、2023年、幻冬舎コミックスが提供するスマートボーイズの配信も担当するようになった。
2025年6月27日、自身のX(旧Twitter)を通じて、2027年に40歳を迎えるタイミングで俳優業を引退する意向を表明した。発表の中では、これまで約20年にわたり応援してくれたファンへの感謝の意を述べるとともに、「俳優業は若い時期だけのつもりだった」とし、以前より準備を進めていた「モデル講師」や「レジャーガイド」などの指導者業への転身を明かした。
また、本人は「ボウケンジャー20周年があれば、それが最後の出演になるかもしれない」とも述べており、節目の出演を最後に俳優活動を締めくくる可能性を示唆している。レジャーガイドとしての活動には、父親から教わった自然との関わりを次世代に伝えたいという思いが込められている。
引退にあたっては、ファン一人ひとりに感謝を伝える機会を設ける意向も明らかにしており、「40歳までの2年間を猶予期間とし、丁寧に区切りをつけたい」としている。

## 父親の遭難と募金騒動
父親は仏教を信仰し、「守護の丘」の主宰、齋藤悠翠（本名：齋藤茂勝）として活動をしていた。2013年10月10日、茂勝は新潟県巻機山米小沢を登山中、遭難。二日後の12日には南魚沼署が捜索を開始したが、警察と消防の捜索では動員に限界があるため、民間の山岳隊やガイドらに捜索依頼をする事になった。その際に、齋藤康嘉の事務所で働くスタッフや、ファン有志が捜索費の募金を始めたことから、10人の捜索チームとして一日にかかる費用の上限50万円など（ヘリコプターを使用した場合などはさらにかさむ）を、募金によって工面することを同日中（12日）に自身のブログにおいて発表した。また、集金された金額に余剰が出た場合は、生還時には茂勝の社会復帰のための支援金および新潟県山岳遭難防止対策協議会への募金、死亡時には葬儀・追悼および新潟県山岳遭難防止対策協議会への募金などに使用するとしていた。しかし、これについて新潟県警察から、捜索にかかる多額な費用の詳細を一般に開示することにより、人命救助の活動を営利目的で行っている団体や機関があると誤解を与えかねないと、捜索費の公開を控える依頼が入った。翌13日午後1時6分に募金の受付を終了したとTwitterにて報告し、同日午後3時45分に自身の公式ブログでも同様の報告を行った。
同月18日午前2時ごろ、これまでに378,273円の募金が集まったと自身のブログで報告し、募金の運用については本人や親族、友人、捜索協力者で構成される『有志齋藤茂勝捜索会』が厳重に管理・使用していく（個人の賃金などでは使用しない）ことを表明した。その後、同月27日にはネット上で多くの批判が巻き起こった今回の騒動についてブログで謝罪を行い、知人も含めた62名から総額583,273円が集まったと報告、その上で使途などについては可能となった段階で改めて報告するとしていた。捜索活動は10月12日から10月18日まで行なわれ、調査・証人として依頼した弁護士を通じて全額が南魚沼市山岳遭難救助隊へ支払われたことを確認したとしており、同年12月25日には全額を茂勝の捜索活動のために使用したことを自身のブログで報告した。
2014年4月10日、巻機山を訪れていたスキー客が標高1730メートル付近の窪みで頭蓋骨を発見し、歯の治療痕などから17日までに父親の茂勝の遺体と確認された。

## 出演

### テレビドラマ
- 花より男子 第1話（2005年10月21日、TBS）
- 轟轟戦隊ボウケンジャー（2006年2月19日 - 2007年2月11日、テレビ朝日） - 伊能真墨 / ボウケンブラック 役
- 風魔の小次郎（2007年10月3日 - 12月26日、テレビ東京） - 白虎 役
- ラストメール2〜いちじく白書〜 第7話（2009年11月26日、BS朝日） - すみれ 役
- 執事喫茶にお帰りなさいませ 第11話・最終話（2009年3月18日・25日、毎日放送） - 不動 役
- インディゴの夜 第52話（2010年3月18日、東海テレビ）
- 都市伝説バスター 第5,6,8話（2014年7月 - 9月、千葉テレビ）
- 妖怪女学園（2014年、千葉テレビ） - 天狗先生 役
- 20世紀未来ロボット防衛隊テデロス 第4〜6話（2015年、イッツコム） - YASUKA長官 役（特別出演）

### 舞台
- ミュージカル テニスの王子様 Progressive Match 比嘉 feat.立海（2007年12月 - 2008年2月、日本青年館 他） - 平古場凛 役
- 舞台版 風魔の小次郎（2008年3月、シアターアプル） - 白虎 役
- リバースヒストリカ（2008年4月、青山円形劇場） - 朋希 役
- ミュージカル テニスの王子様 Dream Live 5th（2008年5月、横浜アリーナ 他） - 平古場凛 役
- ミュージカル テニスの王子様 The Imperial Presence 氷帝feat.比嘉（2008年7月 - 11月、日本青年館 他） - 平古場凛 役
- 俺は、君のためにこそ死ににいく（2008年8月、靖国神社境内） - 板東勝次 役
- マグダラなマリア マリアさんのMad (Apple)Tea Party（2008年11月、シアターアプル） - クララ 役
- 桜SAKURAサクラ（2009年3月、前進座劇場） - 曽根山幹介 役
- 新撰組異聞PEACE MAKER（2009年5月、東京芸術劇場小ホール2） - 山崎烝 役
- 朗読劇 苦情の手紙（2009年5月、博品館劇場）
- Pride（2009年6月、シアターグリーン）
- ティーチャーズ〜職員室より愛を込めて〜（2009年7月、東京芸術劇場中ホール/シアター・ドラマシティ）[23]
- abc★青山ボーイズキャバレー（2009年10月、青山円形劇場） - 秋吉孝二 役
- コントンクラブ（2009年12月、博品館劇場）
- ミュージカル エア・ギア vs. BACCHUS Top Gear Remix（2010年4月、日本青年館大ホール） - 左安良 役
- HAMLET -青い薔薇のくちづけ-（2010年4月、原宿クエストホール）
- メモリーズ5（2010年6月、シアターサンモール）
- SHINSENGUMI（2010年7月、笹塚ファクトリー） - 沖田総司 役
- abc★赤坂ボーイズキャバレー 〜心ごと脱げ!〜（2010年8月 - 9月、赤坂ACTシアター/サンケイホールブリーゼ） - 富浜政孝 役
- 人生はショータイム!（2010年9月 - 10月、全労済ホール　スペース・ゼロ） - 村上瞬　役
- EVE〜歴史の傍観者〜2012（2010年12月、中野ザ・ポケット） - 蒼井ソラオ 役
- 深説・八犬伝〜村雨恋奇譚〜（2011年2月、シアタークリエ - ）犬山道節 役
- ミュージカル オオカミ王ロボ 〜シートン動物記より〜（2011年3月 - 4月、全労済ホール　スペース・ゼロ） - ウマ・マスタング 役
- マリア・マグダレーナ来日公演「マグダラなマリア」〜マリアさんのMad (Apple) Tea Party (Reprise!) 〜[注 2]（2011年5月 - 6月、サンシャイン劇場/新神戸オリエンタル劇場） - クララ 役
- スーパーミュージカル『聖闘士星矢』（2011年7月、全労済ホール　スペース・ゼロ） - 琴座ライラのオルフェウス 役
- abc★赤坂ボーイズキャバレー 〜2回表!〜（2011年8月 - 9月、赤坂ACTシアター/シアターBRAVA!） - 富浜政孝 役
- シャッフル（2011年10月 - 11月、東京タワーA2ホール） - レイモンド 役
- 落下の王国 The fall kingdom 〜You know you（2011年11月、シアターグリーンBASE THEATER） - ジャック 役
- スーパーミュージカル『聖闘士星矢』 再演（2011年12月、天王洲 銀河劇場） - 琴座ライラのオルフェウス 役
- ウォルター・ミティにさよなら（2012年2月、相鉄本多劇場） - スーパーマンタ　役
- カンタレラ2012〜裏切りの毒薬〜（2012年3月、博品館劇場） - フェルナンド3世 役
- 体感季節（2012年5月、キンケロ・シアター） - 遥小石　役
- マリア・マグダレーナ来日特別公演『マグダライブ!!』（2012年6月、SHIBUYA-AX） - クララ 役
- 雷神-RAIJIN-（2012年7月、俳優座劇場） - 服部　役
- abc★赤坂ボーイズキャバレー 〜3回表!〜（2012年8月 - 9月、赤坂ACTシアター/シアターBRAVA!） - 富浜政孝 役
- ウォルター・ミティにさよなら（再演）（2012年10月〜11月、[サンリオビューロランド内ディスカバリーシアター、相鉄本多劇場） - スーパーマンタ　役
- レンタル彼女（2012年11月 -12月、中野ザ・ポケット） - 猫　役
- 人狼ゲームThe beginning of Lie（2012年2月、東京芸術劇場・シアターウエスト）
- Live in toRAIN No.A-h（2013年2月、シアターモリエール） - 結希望 役（主演）
- ミュージカル 新・オオカミ王ロボ 〜シートン動物記より〜（2013年3月 - 4月、全労済ホール　スペース・ゼロ） - マスタング 役
- ROBOTICS;NOTES（2013年5月6日、全労済ホール　スペース・ゼロ） - 13時公演ゲスト出演
- SOUL BLANKER〜君の隣にいるから〜（2013年5月、中目黒キンケロシアター） - ラフェル 役
- マリア・マグダレーナ来日特別公演『マグダライブ!!』2013（2013年6月、SHIBUYA-AX） - クララ 役
- 博士と太郎の異常な愛情（2013年7月、俳優座劇場） - 飯田橋ハジメ 役
- abc★赤坂ボーイズキャバレー 表 FINAL!『最後の放電!』（2013年8月、赤坂ACTシアター/シアターBRAVA!） - 富浜政孝 役
- 時代劇ミュージカル バクマツ。（2013年9月、IMAホール） - 沖田総司 役
- ウォルター・ミティにさよなら2013（2013年10月 - 11月、相鉄本多劇場） - スーパーマンタ　役
- あなたに贈る×（キス）（2013年12月、シアターサンモール） - 砂川浪　役
- 人狼 ザ・ライブプレイングシアター #09:VILLAGE V 冬霧に冴ゆる村（2014年1月、上野ストアハウス） - 花嫁ビアンカ　役
- 人狼 ザ・ライブプレイングシアター #10:WITCH 星降る庭と13人の魔女（2014年1月、上野ストアハウス） - 乙女座ビアンカ　役
- 赤毛のアン-みどりやねの朝-（2014年3月16日、東京エレクトロン韮崎文化ホール） - ギルバート　役
- 赤毛のアン-みどりやねの朝-（2014年3月23日、江戸東京博物館ホール） - ギルバート　役
- パンドラの箱（2014年3月、中目黒ウッディーシアター） - 漆原（沢村）　役
- ゆめゆめこのじ（2014年5月、恵比寿エコー劇場） - 桂小五郎　役
- 赤毛のアン-みどりやねの朝-（2014年5月11日、バイティック文化ホール：群馬県） - ギルバート　役
- 言いたいことも言えない、小さな夢も見れない、汚い嘘や言葉で操られたくない、真っ直ぐに向き合う現実に誇りを持ちたいだけだから（2014年6月、シアターサンモール） - 緑の王ヤズトロモ　役
- Peach Boys（2014年7月、東京芸術劇場シアターウエスト） - 雉方美妙　役
- 赤毛のアン-みどりやねの朝-（2014年8月10日、全労済ホール スペース・ゼロ） - ギルバート　役
- 赤毛のアン-みどりやねの朝-（2014年10月15日、東京エレクトロン韮崎文化ホール） - ギルバート　役
- ファンタジープラネット（2014年11月、六行会ホール） - 黒の王子ネロ　役
- 虚ろの姫と害獣の森（2014年11月、新宿村LIVE） - ピーターパン　役
- 赤毛のアン-みどりやねの朝-（2014年11月16日、木更津市民会館大ホール） - ギルバート　役
- 赤毛のアン-みどりやねの朝-（2014年12月20日、ハーモニーホール座間） - ギルバート　役
- 拳聖（2015年1月、シアターサンモール） - ザミュ　役
- 赤毛のアン-みどりやねの朝-（2015年2月11日、アスカル幸手さくらホール） - ギルバート　役
- 赤毛のアン-みどりやねの朝-（2015年2月22日、平塚市民センターホール） - ギルバート　役
- 赤毛のアン-みどりやねの朝-（2015年6月18日、文京シビックホール大ホール〔非公開〕） - ギルバート　役
- 赤毛のアン-みどりやねの朝-（2015年7月26日、福山市神辺文化会館大ホール） - ギルバート　役
- 赤毛のアン-みどりやねの朝-（2015年8月9日、全労済ホールスペース・ゼロ） - ギルバート　役
- 赤毛のアン-みどりやねの朝-（2015年8月22日、江南総合文化会館ピピア） - ギルバート　役
- ミュージカル 風雲新撰組–月影–（2015年11月、シアター1010） - 土方歳三　役（主演）
- 赤毛のアン-みどりやねの朝-（2015年12月6日、掛川市生涯学習センター）ギルバート　役
- 世界中にメリークリスマス（2015年12月、シアターKASSAI） - 青年　役
- チェンジオブワールド（2016年6月、日暮里D-倉庫） - 内村聡　役
- 燃えるなよ剣（2016年10月、DDD AOYAMA CROSS THEATER） - 明智 役
- レイと天使の住む数字。（2016年11月、シアターグリーン BIG TREE THEATER） - デジタル / 領下多留夫 役
- ミュージカル 風雲新撰組-熱誠-（2017年3月、シアター1010） - 徳川慶喜 役
- 夢舞台 艶が〜る 初宴（2017年6月、新宿村LIVE） - 徳川慶喜 役
- ちょうちょむすび（2017年8月 - 9月、劇場MOMO） - 清原篤 役
- 初夏のおもいで（2017年10月、シアターグリーン BIG TREE THEATER） - 14日19時公演ゲスト出演 齋藤ヤスカ 役
- 生演奏ミュージカル　信長の野望-炎舞-（2017年12月、シアター1010） - 明智光秀 役
- 最強の姉妹（2018年5月、CBGKシブゲキ‼︎） - 12日14時公演ゲスト出演 齋藤ヤスカ（桃太郎の代理の代理の代理の、そのまた代理の代理人）役
- 夢舞台 艶が〜る 弐宴 土方編（2018年6月、新宿村LIVE） - 徳川慶喜 役
- ミュージカル 新・僕と幻の図書館。 （2019年1月、渋谷区文化総合センター大和田伝承ホール）− ゼペット 役
- 時代劇ミュージカル新撰組　狂宴哀歌（2019年5月、IMAホール）− 伊東甲子太郎 役
- EBBING HOUSE −忘却の彼方−（2019年8月、劇場MOMO）− 武智謙介 役
- 月夜に舞い上がる桜（2019年9月、シアターグリーン BIG TREE THEATER）− 豪志 役
- Happy Spell（2020年1月、新宿村LIVE） - ワースト 役
- ミュージカル僕と幻の図書館2022（2022年9月、伝承ホール）父役
- しんみゅ幕末新選組~土方・藤堂の篇~‐（2023年2月、草月ホール）伊藤甲子太郎役
- 朗読劇~戦禍のぞうの物語~（2024年6月、絵空箱）柏木信夫役
- シーボルト父子伝〜蒼い目のサムライ〜受け継ぐ者達（2024年8月、博品館劇場）アーネストサトウ役[24]
- Letter2024（2024年9月、ウッディシアター中目黒　10月市民ホールとよさと）矢上役
- 太陽のアサイラム（2025年3月、新宿シアターブラッツ）

### 映画
- テニスの王子様（2006年） - 伊武深司 役
- 轟轟戦隊ボウケンジャー THE MOVIE 最強のプレシャス（2006年） - 伊能真墨 / ボウケンブラック 役
- 劇場版 仮面ライダー電王 俺、誕生!（2007年） - ニュートイマジンの声 役（友情出演）
- 愛の言霊（2007年） - 立花都 役
- タクミくんシリーズ そして春風にささやいて（2007年） - 高林泉 役
- SS エスエス（2008年） - アキラ 役
- タクミくんシリーズ3 美貌のディテイル（2010年） - 野沢政貴 役
- 愛の言霊〜世界の果てまで〜（2010年） - 立花都 役
- ちょちょぎれ（2010年） - 圭一　役
- LOVE ToRAIN -ラブトレイン-（2012年）
- フタリデツクル（2014年） - 健児　役
- ふたりエッチ　ラブ・フォーエバー（2014年）
- 深夜カフェ（2016年） - 哲　役

### オリジナルビデオ
- ミラーマンREFLEX（2006年） - タカシ 役
- スーパー戦隊シリーズ
  - 轟轟戦隊ボウケンジャーVSスーパー戦隊（2007年） - 伊能真墨 / ボウケンブラック 役
  - 獣拳戦隊ゲキレンジャーVSボウケンジャー（2008年） - 伊能真墨 / ボウケンブラック 役
- SHINE（2012年）
- 君のいた夏 前編/後編（2012年）
- 儚き片想い Love Peace（2013年） - 宗太 役
- 幸せのカタチ 外野の恋 番外編 Love Peace（2013年） - 宗太 役
- レンタルDVD「午前零時の恐怖劇場 呪い篇（監督天才）」（2015年）
- レンタルDVD「恐怖都市伝説ファイル ひきこさんの呪い」（2016年）

### 配信ドラマ
- 学園男子 イケメン学部（2009年）
- あおいあめ（2010年） - 碧 役

### ドラマCD
- 紅炎のソレンティア（2008年） - ヤスカ・イグローク 役
- 紅炎のソレンティア〜追憶のカケラ〜（2010年） - ヤスカ・イグローク 役

### モデル
- YOKOHAMA HAIR RENAISSANCE 2004（2004年）
- TAKARABELMONT（2004年）
- RIKEI（2004年 - 2005年）
- TWBC 2005（2005年）
- YOKOHAMA HAIR RENAISSANCE 2005（2005年）
- ゴシック&ロリータバイブル（2007年）
- BABY, THE STARS SHINE BRIGHT - ALICE and the PIRATES モデル（2007年）
- BABY, THE STARS SHINE BRIGHT - ALICE and the PIRATES モデル（2008年）
- BABY, THE STARS SHINE BRIGHT - ALICE and the PIRATES モデル（2009年）

### CM
- エビス化粧品「リッチミスト」（2010年）

### その他
- ショートフィルム「知らなすぎた男」

## 作品

### CD
| 発売日         | 楽曲タイトル | アーティスト名義                          | 収録アルバム                 |
| -------------- | ------------ | ----------------------------------------- | ---------------------------- |
| 2006年12月27日 | Black Drive  | 伊能真墨 / ボウケンブラック（齋藤ヤスカ） | 轟轟戦隊ボウケンジャー全曲集 |

### 写真集
- ヤスカ族style 〜二十歳の軌跡〜（2007年）
- appearance（2008年、スタジオワープ）ISBN 978-4903451589

### 映像作品
- 齋藤ヤスカ Type-A（2007年、ドーガ堂）
- 齋藤ヤスカ Type-B（2007年、ドーガ堂）
- Yasuka（2008年、CLM）
- メンズ.ドーガ 〜齋藤ヤスカ、馬場徹、八神蓮〜（2008年、ジェネオン・エンタテインメント）
- ミテルだけ for Lady（2009年、エイベックス・マーケティング）
- マリンダイビングDVD『海系男子(マリンボーイズ) in Bali』（2013年、エンディア）

## 写真家としての主な活動

### 写真展
- 齋藤康嘉写真展『遺丘』（2011年1月、アートギャラリー道玄坂）
- 齋藤康嘉写真展『with』（2011年4月、H.A.C.GALLERY）
- 齋藤康嘉写真展『Smile』（2012年1月、H.A.C.GALLERY）
- 第7回　2012コスモス展 前期・後期（2012年12月、ギャラリーコスモス）
- 齋藤康嘉写真展「PRIDE」&「Feel」（2012年12月、ヒルトピアアートスクエア）
- Endear Photo Projectプロデュース ビジュアルボーイ10周年記念写真展『熱演/10年』（2012年6月、H.A.C.GALLERY）
- 第8回　2013コスモス展 前期・後期（2013年12月、ギャラリーコスモス）
- 写真展「惹力」-inryoku- （2014年8月〜9月、ギャラリーコスモス）
- 第9回　2014コスモス展 前期・後期（2014年12月、ギャラリーコスモス）
- 春のコスモス桜祭展 （2015年4月、ギャラリーコスモス）
- ギャラリーコスモスクロージング写真展 （2015年8月、ギャラリーコスモス）

### 舞台作品関連
- 『ティーチャーズ〜職員室より愛を込めて〜』パンフレット、稽古場写真（2009年）
- 『ルドビコ☆ vol.6』オフィシャルサイト（2010年）
- 『体感季節』パンフレット写真（2012年）
- 『Live in toRAIN No.A-h』販売物・宣伝美術撮影製作（2013年）
- 『ラストチャンス』販売物・宣伝美術撮影
- 『僕と幻の図書館。』販売物・宣伝美術撮影製作（2014年）
- 『言いたいことも言えない、小さな夢も見れない、汚い嘘や言葉で操られたくない、真っ直ぐに向き合う現実に誇りを持ちたいだけだから』販売物・宣伝美術撮影製作（2014年）
- 『赤毛のアン』フライヤー撮影製作（2014年〜）
- 『虚ろの姫と害獣の森』販売物・宣伝美術撮影製作（2014年）
- 『拳聖』販売物・宣伝美術撮影製作（2015年）
- 『元カレ』販売物・宣伝美術撮影製作（2015年）
- 『仮面ティーチャー』販売物製作（2015年）
- 『ひまわり畑と提灯とアイツ』宣伝美術製作（2015年）
- 『白いおうちと黒いともだち』宣伝美術製作（2015年）
- 『時の流れは加速する。』販売物・宣伝美術撮影製作（2015年）
- 『まつさん』宣伝美術製作（2015年）
- 『風雲新撰組–月影–』販売物・宣伝美術撮影製作（2015年）
- 『世界中にメリークリスマス』宣伝美術製作（2015年）
- 『-ハムレット-愛、解れて絡まり殺しあう』販売物・宣伝美術撮影製作（2016年）
- 『ロミオ＆ジュリエット−薔薇の名前−』宣伝美術撮影製作（2016年）
- 『城下町のダンデライオン』販売物・宣伝美術撮影製作（2016年）
- 『チェンジオブワールド』宣伝美術製作（2016年）
- 『Novel War 〜悲劇と喜劇のJunction〜』宣伝美術製作（2016年）
- 『僕は今日も明日のキミに恋をする』宣伝美術製作（2016年）
- 『レイと天使の住む数字。』販売物・宣伝美術撮影製作（2016年）
- 『燃えるなよ剣』販売物・宣伝美術撮影製作（2016年）
- 『地獄少女』販売物・宣伝美術撮影製作（2016年）
- 『僕と幻のエデン』宣伝美術撮影製作（2017年）
- 『チェンジオブワールド』宣伝美術製作（2017年）
- 『風雲新撰組-熱誠-』販売物・宣伝美術撮影製作（2017年）
- 『ちょうちょむすび』宣伝美術製作（2017年）
- 『信長の野望〜炎舞〜』販売物製作・撮影（2017年）
- 『Hi★Jack!!』販売物製作・撮影（2018年）
- 『私たちはそれでも歩きだす』宣伝美術製作（2018年）
- 『ご当地劇団ダレンジャーズ』宣伝美術・販売物製作（2018年）
- 『最強の姉妹』宣伝美術製作（2018年）
- 『ハナミズキの約束』宣伝美術製作（2018年）
- 『男捨離』宣伝美術・販売物撮影製作（2018年）
- 『チェンジオブワールド』宣伝美術・販売物製作（2018年）
- 『カリファルニア物語』販売物撮影（2018年）
- 『トランジットコメディアンズ』販売物・宣伝美術撮影製作（2018年）
- 『ニューシネマパラダイちゅ』販売物・宣伝美術撮影製作（2018年）
- 『下賤の天』販売物・宣伝美術撮影製作（2018年）
- 『マジカルペンシル・マジビジョ〜ハロウィーン〜』　販売物製作（2018年）
- 『ら・ら・ら・ららんど〜天使っぽい君にラブ・ソングを〜再演！？』　販売物撮影製作（2018年）
- 『新・僕と幻の図書館。』販売物撮影製作（2019年1月）
- 『狂宴哀歌』販売物製作・撮影（2019年）
- 『月夜に舞い上がる桜』販売物製作・撮影（2019年）

### その他

#### グラビア撮影
- SIR「水崎綾」連載グラビア（2014年-2015年、サンスポ）毎週水曜
- 週刊FLASH袋とじ「川奈栞」グラビア（2014年10月）

#### スチール撮影
- 映画『深夜カフェ』スチール撮影（2016年）

#### レースクイーン
- 2016年 SUPER FORMULA SUNOCO TEAM LEMANS LHG Race Queen Ms.Legarsi　「逢田ゆん」宣伝美術撮影・製作
- 2016年 SUPER GT500 LEXUS TEAM LEMANS WAKO'S LHG Race Queen Ms.Legarsi　「村上麻莉奈」宣伝美術撮影・製作
- 2016年 FORMULA 3 N Class Petit LM Racing LHG Race Queen Ms.Legarsi　「足利美弥」宣伝美術撮影・製作

#### CDジャケット撮影・デザイン
- 工藤真由『Go My Way!』『Dreamin'Drops』『Birthday Present☆』（2016年6月12日）
- CHROME MINI ALBUM 『クロマニア A-type、B-type』（2016年5月29日）
- Jeity 『YES OR NO?』（2016年12月10日）
- Takuya 『memory』（2016年8月13日）
- Takuya 『tears』（2016年8月21日）
- Takuya 『chance』（2016年10月2日）
- Takuya 『I Swear』（2016年10月15日）
- Takuya 『Sexy Love』（2016年11月12日）
- Takuya 『Dream』（2016年12月13日）
- Takuya MINI ALBUM 【LOVE】『Luck』（2016年12月13日）
- Takuya MINI ALBUM 【LOVE】『Only』（2016年12月13日）
- Takuya MINI ALBUM 【LOVE】『Elegant』（2016年12月13日）
- Takuya MINI ALBUM 【LOVE】『Venus』（2016年12月13日）
- PRESI-D 『Flash Back』（2016年12月4日）

#### 商品撮影等
- アデランス　ヘリプロ
- アデランス　SPPED E
- アデランス　ベネファージュ
- アデランス　上海ワールドビューティ展宣伝美術撮影

## 脚本・演出・監督としての主な活動
- ミュージカル「僕と幻の図書館。」（2014年2月、テアトルBONBON）脚本・演出
- グラビアDVD 「川奈栞のどっちのスケドルショー白巻」（2014年11月） 脚本・監督
- グラビアDVD 「川奈栞のどっちのスケドルショー黒巻」（2015年1月） 脚本・監督
- 舞台「僕と幻の物語『時の流れは加速する。』」（2015年11月、シアターグリーン BOX in BOX THEATER）脚本・演出
- ミュージカル「僕と幻のエデン」（2017年2月、日暮里d–倉庫）脚本・演出
- 歌と朗読劇「マジカルペンシル・マジビジョ！」（2018年4月、LIVE BOX　Gaba-Sugoka）脚本・演出
- 歌と朗読劇「マジカルペンシル・マジビジョ！」4days再演（2018年6月、LIVE BOX　Gaba-Sugoka）脚本・演出
- 歌と朗読劇「マジカルペンシル・マジビジョ！」〜第一章 Final再演〜（2018年7月、LIVE BOX　Gaba-Sugoka）脚本・演出
- 歌と朗読劇「マジカルペンシル・マジビジョ！」〜ハロウィーン〜（2018年10月、THEATER BRATS）脚本・演出
- ミュージカル「新・僕と幻の図書館。」（2019年1月、渋谷区文化総合センター大和田伝承ホール）脚本・演出
- ミュージカル「新・僕と幻の図書館2022」（2022年9月、渋谷区文化総合センター大和田伝承ホール）脚本
- 舞台「アクセル!!」（2023年8月サンモールスタジオ）脚色・演出